# 색료
색료(色料)는 3원색의 혼합하면 명도가 낮고, 2차색으로 빨강, 녹색, 파랑인 빛의 3원색을 얻을 수 있다. 3원색의 모두 혼합하면 검정에 가까운 무채색이 된다.

## 같이 보기
- 색
- 3원색